# Vinningen
Vinningen ist eine Ortsgemeinde im Landkreis Südwestpfalz in Rheinland-Pfalz. Sie gehört der Verbandsgemeinde Pirmasens-Land an, innerhalb derer sie gemessen an der Einwohnerzahl die zweitgrößte Ortsgemeinde darstellt. Vinningen ist gemäß Landesplanung als Grundzentrum ausgewiesen.

## Geographie

### Lage
Vinningen liegt im Zweibrücker Hügelland südwestlich von Pirmasens nahe der Grenze zu Frankreich. Nachbargemeinden sind – im Uhrzeigersinn – Pirmasens, Obersimten, Trulben, Kröppen, Riedelberg und Bottenbach.

### Gewässer
Die Felsalb bildet im Norden die Gemarkungsgrenze zu Pirmasens. Dabei nimmt sie von links den Vinninger Bach auf, der sich komplett auf der Gemarkung der Gemeinde, jedoch abseits des Siedlungsgebiets befindet.

Sicht auf Vinningen von der Landesstraße 478 in östlicher Richtung

## Geschichte

### Frühgeschichte
Bis ins 5. Jahrhundert lassen sich fränkische Siedlungsspuren zurückverfolgen.

### Mittelalter
Die älteste erhaltene Erwähnung des Ortes stammt von 1212. Das Dorf Vinningen lag im Amt Lemberg der Grafschaft Zweibrücken-Bitsch und dort in der  gleichnamigen Amtsschultheißerei Vinningen. Zu dem Dorf gehörte noch der Hof Luthersbrunn.

### Frühe Neuzeit
1570 verstarb Graf Jakob von Zweibrücken-Bitsch (* 1510; † 1570) als letztes männliches Mitglied seiner Familie. Das Amt Lemberg erbte seine Tochter, Ludovica Margaretha von Zweibrücken-Bitsch, die mit dem (Erb-)Grafen Philipp (V.) von Hanau-Lichtenberg verheiratet war. Ihr Schwiegervater, Graf Philipp IV. von Hanau-Lichtenberg, gab durch die sofortige Einführung des lutherischen Bekenntnisses dem streng römisch-katholischen Herzog Karl III. von Lothringen Gelegenheit, militärisch zu intervenieren, da dieser die Lehnshoheit über die ebenfalls zum Erbe gehörende Herrschaft Bitsch besaß. Im Juli 1572 besetzten lothringische Truppen die Grafschaft. Da Philipp IV. der lothringischen Übermacht nicht gewachsen war, wählte er den Rechtsweg. Beim anschließenden Prozess vor dem Reichskammergericht konnte sich Lothringen hinsichtlich der Herrschaft Bitsch durchsetzen, das Amt Lemberg dagegen – und somit auch Vinningen – wurde der Grafschaft Hanau-Lichtenberg zugesprochen.
1736 starb mit Graf Johann Reinhard III. der letzte männliche Vertreter des Hauses Hanau. Aufgrund der Ehe seiner einzigen Tochter, Charlotte (* 1700; † 1726), mit dem Erbprinzen Ludwig (VIII.) (* 1691; † 1768) von Hessen-Darmstadt fiel die Grafschaft Hanau-Lichtenberg nach dort.

### Neuzeit
Im Zuge der Französischen Revolution fiel der linksrheinische Teil der Grafschaft Hanau-Lichtenberg – und damit auch das Amt Lemberg und Vinningen – 1794 an Frankreich. Nach dem Ende der napoleonischen Herrschaft kam Vinningen zum Rheinkreis im Königreich Bayern.
Von 1818 bis 1862 gehörte der Ort dem Landkommissariat Pirmasens an; aus diesem ging das Bezirksamt Pirmasens hervor. 1939 wurde Vinningen in den Landkreis Pirmasens (ab 1997 Landkreis Südwestpfalz) eingegliedert. Nach dem Zweiten Weltkrieg wurde die Gemeinde innerhalb der französischen Besatzungszone Teil des damals neu gebildeten Landes Rheinland-Pfalz. Im Zuge der ersten rheinland-pfälzischen Verwaltungsreform wurde die Gemeinde 1972 der neugeschaffenen Verbandsgemeinde Pirmasens-Land zugeordnet.

## Politik

### Gemeinderat
Der Gemeinderat in Vinningen besteht aus 16 Ratsmitgliedern, die bei der Kommunalwahl am 9. Juni 2024 in einer personalisierten Verhältniswahl gewählt wurden, und dem ehrenamtlichen Ortsbürgermeister als Vorsitzendem.
Die Sitzverteilung im Gemeinderat:
| Wahl | SPD | CDU | FWG * | Gesamt   |
| ---- | --- | --- | ----- | -------- |
| 2024 | -   | 10  | 6     | 16 Sitze |
| 2019 | -   | 10  | 6     | 16 Sitze |
| 2014 | 4   | 7   | 5     | 16 Sitze |
| 2009 | 4   | 9   | 3     | 16 Sitze |
| 2004 | 3   | 9   | 4     | 16 Sitze |

### Bürgermeister
Willy Diemert (CDU) wurde am 5. Juli 2024 Ortsbürgermeister von Vinningen. Bei der Direktwahl  am 9. Juni 2024 hatte er sich mit einem Stimmenanteil von 68,8 % gegen den bisherigen Amtsinhaber durchgesetzt.
Diemerts Vorgänger Felix Kupper hatte das Amt 2014 übernommen. Bei der Direktwahl am 26. Mai 2019 war er mit 84,88 % für weitere fünf Jahre in seinem Amt bestätigt worden. Vor Felix Kupper war Herbert Franz (CDU) 15 Jahre Ortsbürgermeister von Vinningen.

### Wappen
| Wappen von Vinningen | Blasonierung: „Von Blau und Gold geteilt, oben ein wachsender rotbezungter, goldbekrönter, dreimal von Silber und Rot geteilter Löwe, unten drei rote Sparren.“ |
| Wappen von Vinningen | Wappenbegründung: Oben befindet sich ein Bunter Löwe; die Sparren entstammen dem Wappen von Hanau-Lichtenberg.                                                  |

Die Flagge ist Rot-Gelb.

## Kultur

### Kulturdenkmäler

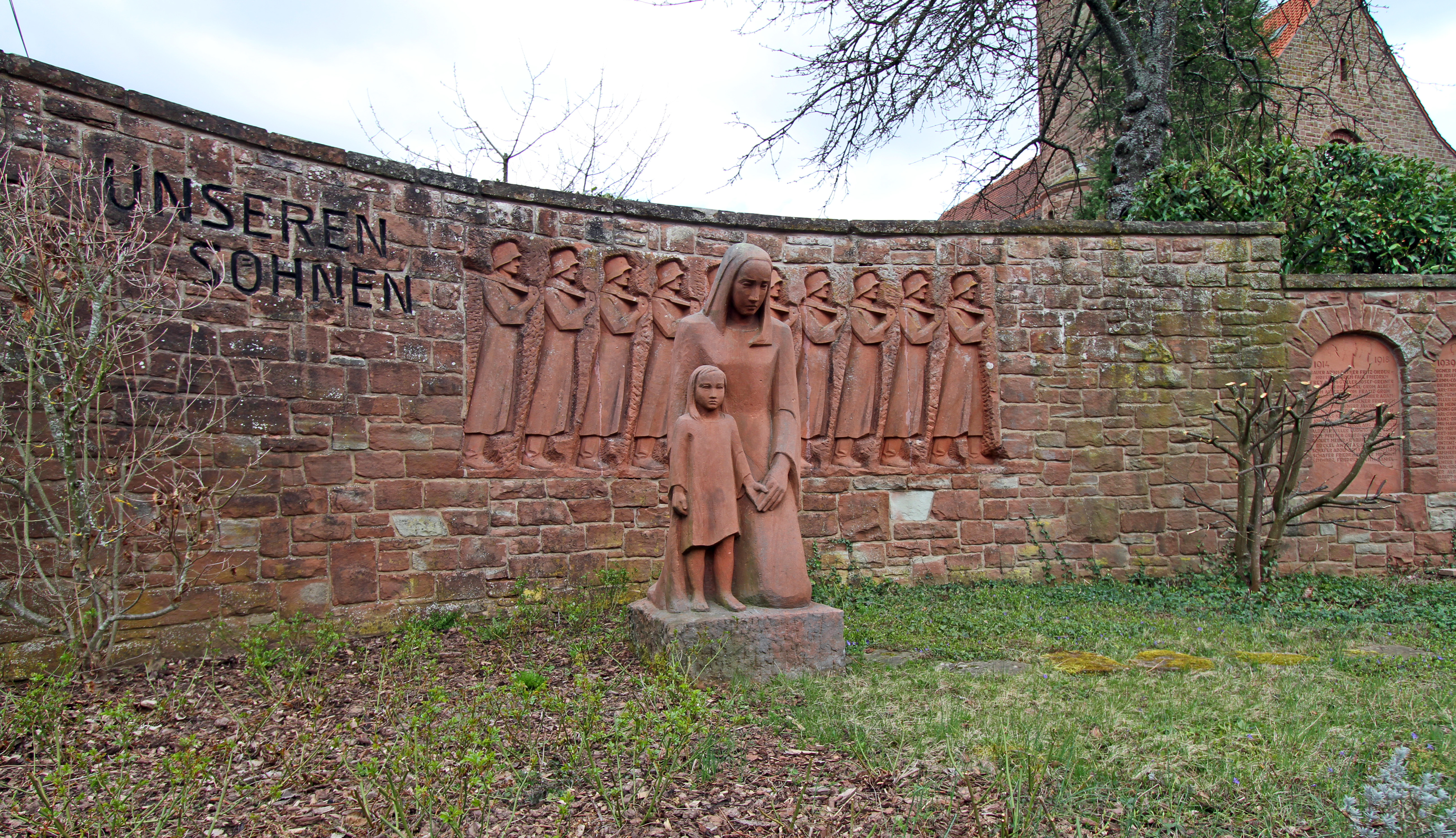
Denkmal für die Gefallenen beider Weltkriege

Vor Ort existieren insgesamt sechs Objekte, die unter Denkmalschutz stehen, darunter das Kriegerdenkmal.

### Veranstaltungen
Im Kulturzentrum „Alte Kirche“ finden regelmäßig Kulturveranstaltungen wie Konzerte und Ausstellungen statt.

## Wirtschaft und Infrastruktur

### Wirtschaft
Die Gemeinde war Sitz der Raiffeisenbank Vinningen, die 2002 sowie einer weiteren Fusion in der Folgezeit in der VR-Bank Südwestpfalz Pirmasens-Zweibrücken aufging. Vor Ort befand sich zeitweise eine Fabrik des Schuhherstellers Salamander. Im Osten der Gemarkung befindet sich der im Zeitraum von 2000 bis 2003 entstandene Windpark Vinningen; teilweise liegt er bereits auf der Gemarkung von Obersimten.

### Verkehr
Durch Vinningen verläuft die Landesstraße 478. Von dieser zweigen die Landesstraße 483 nach Kröppen, die Landesstraße 484 nach Pirmasens und die Kreisstraßen 6 nach Eppenbrunn ab.

### Öffentliche Einrichtungen
In Vinningen besteht die Konrad-Adenauer-Grundschule. Deren Einzugsbereich bilden die Orte Eppenbrunn, Hilst, Kröppen, Obersimten, Riedelberg, Schweix, Trulben und Vinningen. Weiter besteht die Realschule plus Vinningen mit dem Einzugsbereich Bottenbach, Eppenbrunn, Hilst, Kröppen, Obersimten, Riedelberg, Schweix, Trulben und Vinningen.

### Tourismus
Durch Vinningen führt der von Hornbach nach Bundenthal verlaufende Hornbach-Fleckenstein-Radweg.

## Persönlichkeiten
- Anna Alice Feldner, Trägerin des Bundesverdienstkreuzes
- Johannes-Jürgen Laub, Politiker, Erster Stadtrat von Gifhorn